# 卡尔帕肖
卡尔帕肖（義大利語：Carpasio），是意大利因佩里亚省的一个市镇。总面积16.05平方公里，人口164人，人口密度10.2人/平方公里（2009年）。ISTAT代码为008013。

## 友好城市
- 法國索尔格 2006年